# Grännavägen

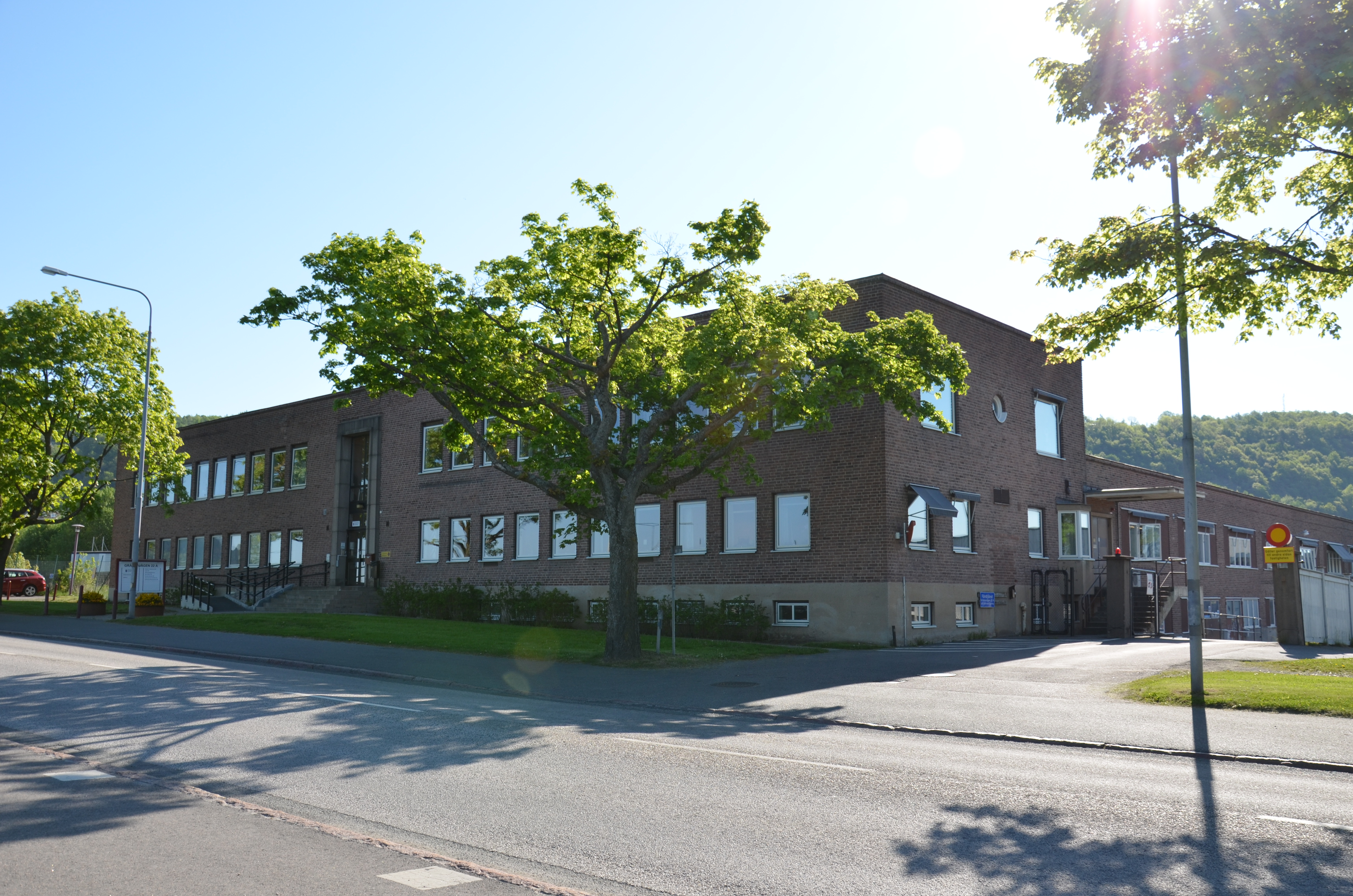
Tidigare Husqvarna Borstfabrik vid den tidigare Rosendalamaden vid gatan Grännavägen i Huskvarna.

Grännavägen är en del av den tidigare riksväg 1. Den går som 
stadsgata i Huskvarna och vidare som landsväg mot Gränna. Den passerar orterna Kaxholmen, Skärstad och Ölmstad och byter namn till Huskvarnavägen utanför Gränna.
Grännavägens södra ände ligger sedan 1985 i Våstrarondellen vid Esplanadbron över Huskvarnaån.
Eriksgatan följde på sin tid Grännavägens sträckning.

## Bildgalleri

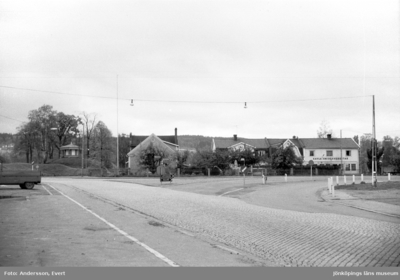
Kavlaplan vid Grännavägens tidigare södra ände, omkring 1960
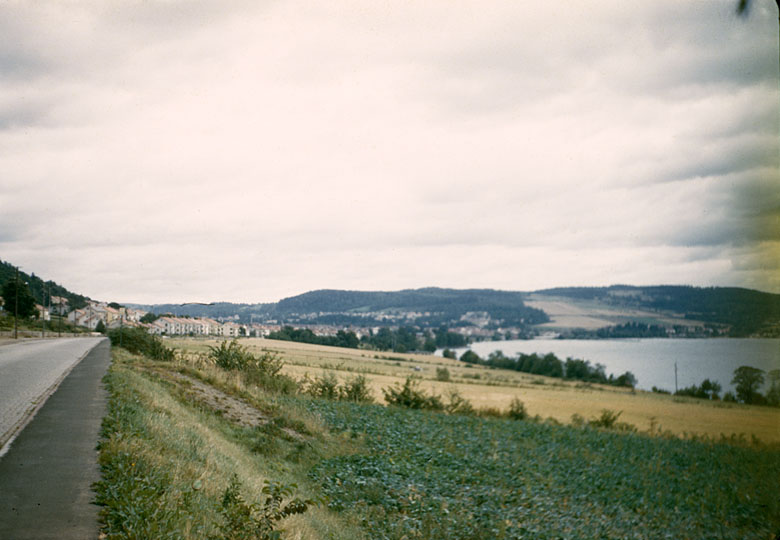
Riksväg 1 strax norr om Huskvarna, 1947
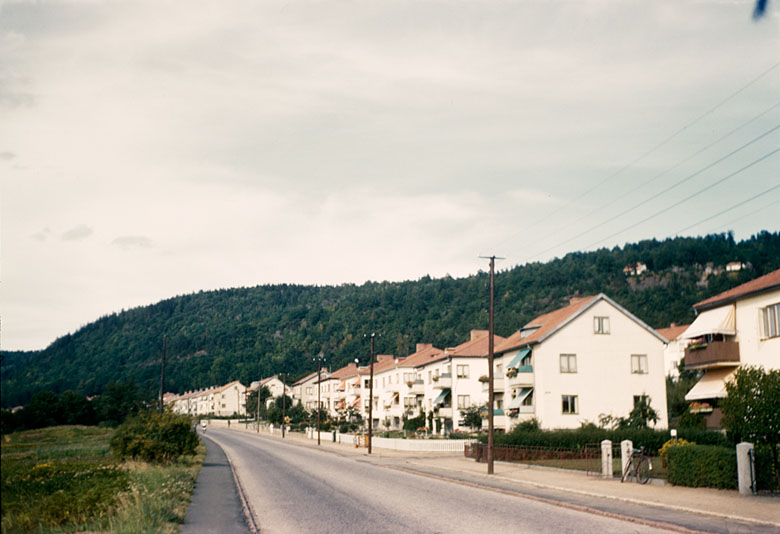
Grännavägen, 1947
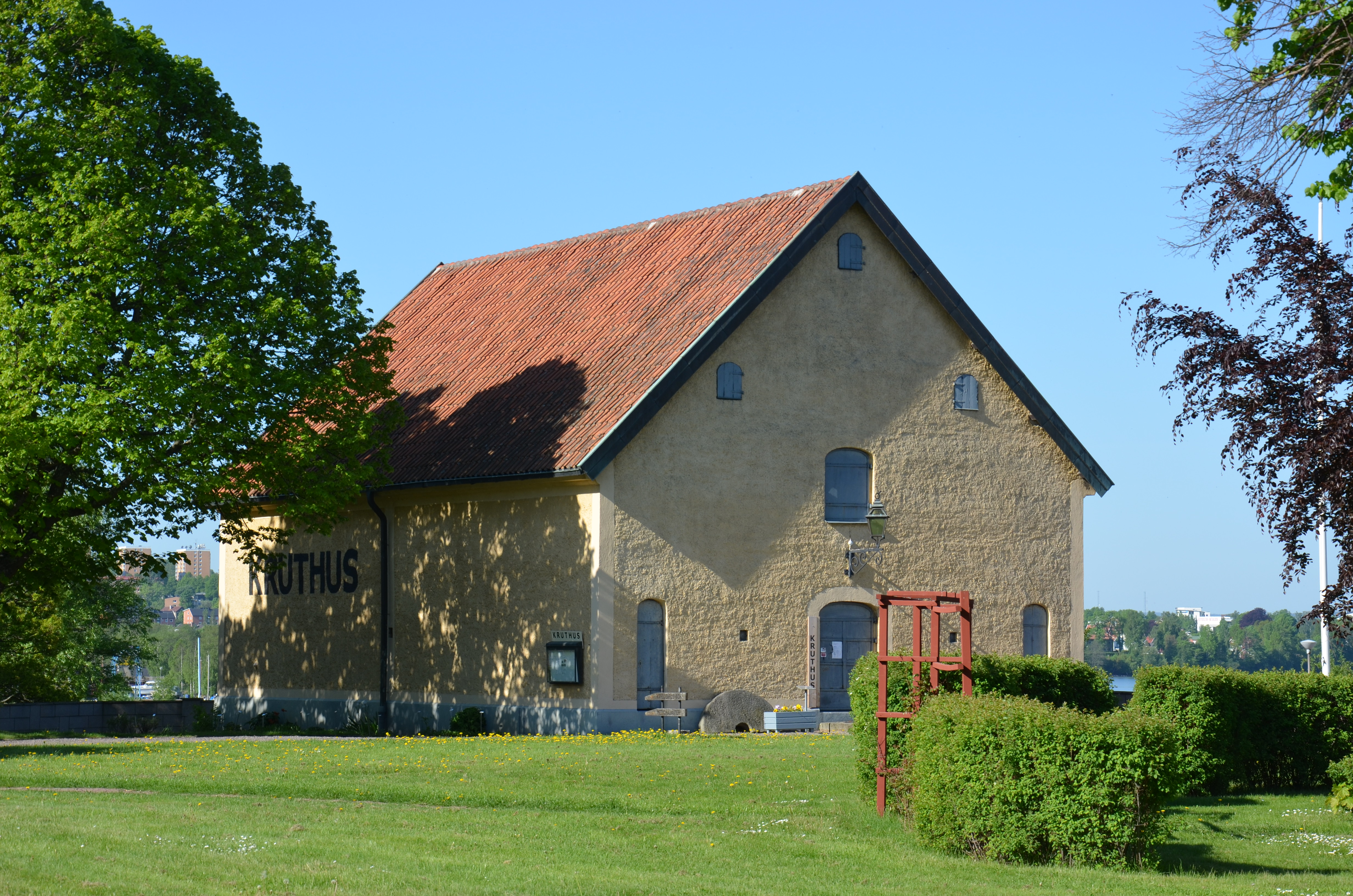
Huskvarna stadsmuseum, 2012
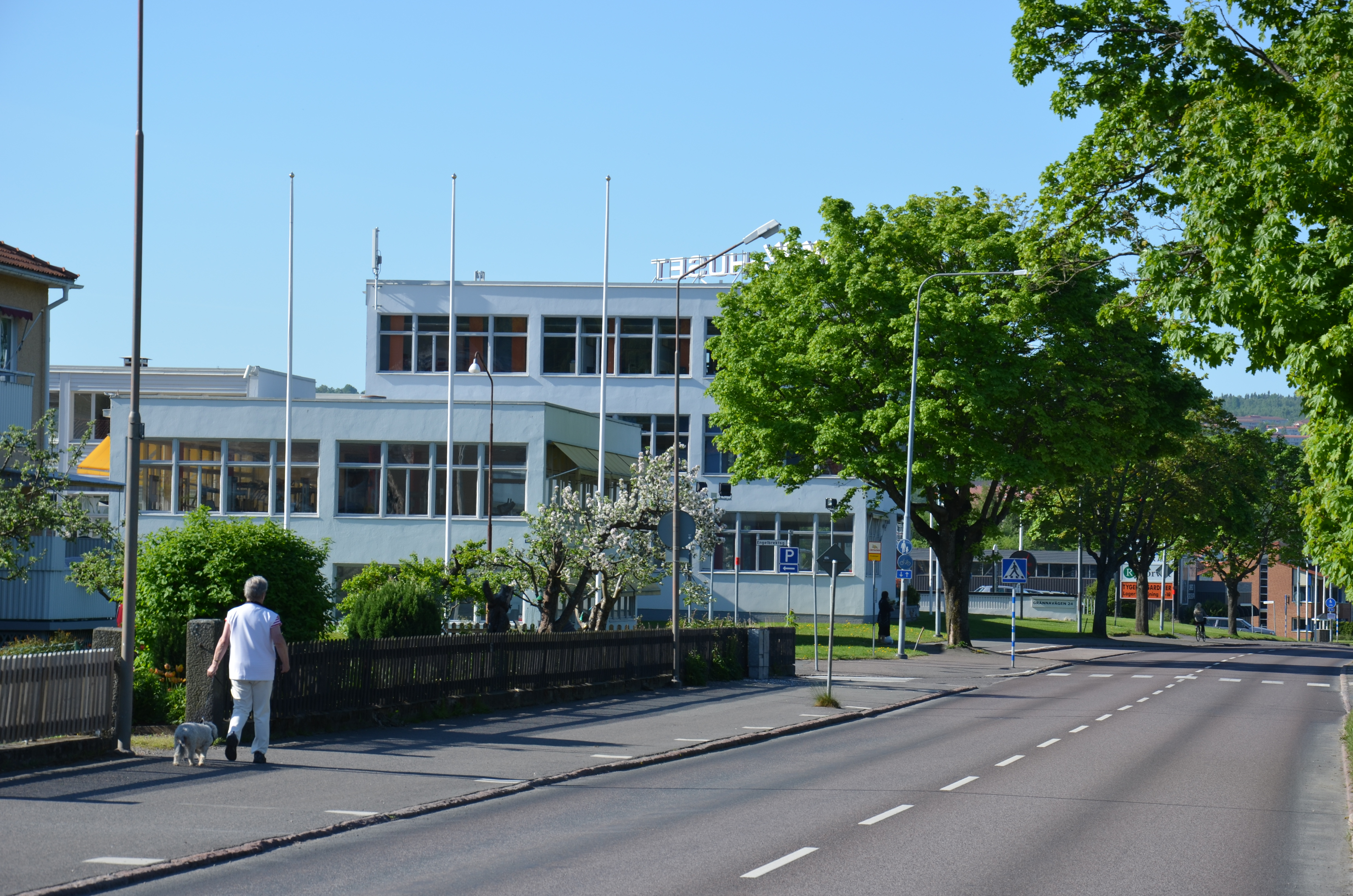
Tidigare konfektionsfabriken Junex, 2012